# Tarta Bourdaloue
La tarta Bourdaloue (/taʁt buʁ.da.lu/), es una tarta francesa creada alrededor de 1850 por la pastelería Fasquelle, ubicada en la rue Bourdaloue de donde toma su nombre.
Se compone de grandes trozos de pera escalfados colocados en una masa previamente adornada con frangipane o crema de almendras.